# Koperaluminiumchloride
Koperaluminiumchloride CuAlCl4 is een kleurloze vaste stof met een smeltpunt van 225°C. De stof heeft een structuur die analoog is aan die van zinkchloride, met dien verstande dat de helft van de tweewaardige zink atomen vervangen is door koper(I) en de andere helft door aluminium (III). Er bestaan twee modificaties α en β. Beide structuren zijn opgebouwd uit viervlakken bestaande uit een centraal metaal atoom omringd door vier chloor atomen. CuAlCl4 vormt adducten met zowel etheen als koolstofmonoxide en is net als zinkchloride uiterst vochtgevoelig.